# Ceramofone
Ceramofone é um "teclado" de percussão feito de cerâmica (grupo dos idiofones de percussão). Foi criado no final da década de 90 pelo percussionista Luiz Roberto Cioce Sampaio em Florianópolis.
Atualmente, o instrumento é feito apenas com cerâmicas de porcelanato rústicas ou polidas. O ceramofone possui uma caixa de ressonância que amplifica o som e dá qualidade ao som das teclas.
Sendo um instrumento de baixo custo, que pode ser facilmente construído artesanalmente, o instrumento é uma alternativa para suprir a necessidade de um teclado de percussão convencional, como a Marimba, o Vibrafone ou o Xilofone, tendo uso pedagógico e sendo uma ótima oportunidade para que crianças possam conhecer e desenvolver os estudos de percussão melódica e harmônica, possibilitando uma salutar forma de musicalização para crianças e jovens.